# Molière (film, 1910)
Pour plus de détails, voir Fiche technique et Distribution.

Molière est un film muet français réalisé par Léonce Perret et sorti en 1910.

## Fiche technique
- Réalisation : Léonce Perret
- Scénario : Louis Feuillade, Abel Gance
- Chef-opérateur : Georges Specht
- Décors : Robert-Jules Garnier
- Date de sortie : France : 10 septembre 1910

## Distribution
- André Bacqué : Molière
- Abel Gance : Molière jeune
- René d'Auchy : Louis XIV
- Amélie de Pouzols : Armande Béjart
- Mary Brunel : la servante de Forest
- Madeleine Sézanne : la muse de Molière
- Fabienne Fabrèges
- Jeanne Marie-Laurent
- Léonce Perret
- Valentine Petit